# トランシット (人工衛星)

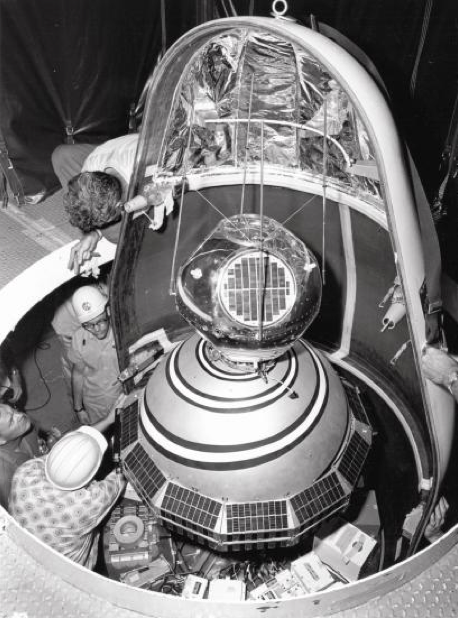
トランシット2AとGRAB1

トランシット(TRANSIT)、NAVSAT(Navy Navigation Satellite System)は最初に運用された衛星測位システム。このシステムはアメリカ海軍のポラリスミサイル搭載潜水艦に正確な位置情報を提供するために、また海軍の海上艦の航行システム、水路や土地の測量測地に利用された。トランシットは1964年から継続的に航行補助システムとして提供された。初期は軍用であったが、3年後に民間へ解放された。

## 歴史

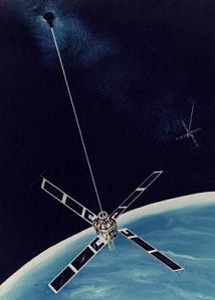
運用中のトランシット衛星（想像画）

トランシットシステムはジョンズ・ホプキンス大学の応用物理研究所(APL)がアメリカ海軍向けに開発した。最初の地球周回衛星であるソビエト連邦のスプートニク1号は1957年10月4日に打ち上げられた。APLの物理学者であるWilliam GuierとGeorge Weiffenbachの2人は、討論の中でおそらく衛星から発せられているであろうマイクロ波信号を見つけ、その信号のドップラー偏移を解析することでスプートニクの軌道を決定することができた。APLの議長であったFrank McClureはもし衛星の位置が知られていて予知できればドップラー偏移を地上の受信機の位置に利用できると示唆した。
トランシットシステムの開発は1958年に始まり、プロトタイプ衛星のトランシット1Aは1959年9月に打ち上げられたものの、軌道への到達に失敗した。2号機であるトランシット1Bはソー・エイブルスターで1960年4月13日に打ち上げに成功した。最初のシステムテスト成功は1960年に行われ、1964年に海軍に導入された。
測量側はトランシットを精度をサブメートル単位にするトランシット修整の平均量によって遠隔標線を定めるために利用する。実際、エベレスト山の高度は1980年代後半に近くの水準点の再調査のためにトランシット受信機を使って決められたものに修正された。
1967年から1991年まで数千の軍艦、輸送船、民間船舶がトランシットを利用していた。いくらかのソ連軍艦はモトローラ製のNAVSAT受信機を搭載していた。
トランシットシステムはグローバル・ポジショニング・システム(GPS)の登場によって廃止され、1996年にはナビゲーションサービスを終了した。電子機器の改良によってGPSシステムは一回で効率的に幾つかの修正を行うことが可能となり、位置の逆推定の複雑さを大きく減らした。トランシットは毎時ごとに修正されていたが、GPSシステムはトランシットシステムに比べより多くの衛星を使用しており、継続的にシステムを利用することを可能としている。
1996年以降、トランシット衛星は衛星搭載のメールボックスとして利用されており、海軍の電離層監視システムとして保持されている。

## 解説

衛星測位システムの正確性をさしたもの

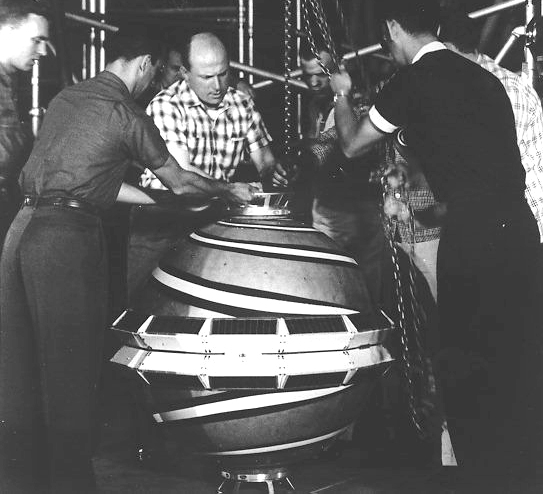
トランシット1のプロトタイプ

### 衛星
システムで利用された衛星は1100kmの低い極軌道に乗せられ、軌道周期はおおよそ106分であった。衛星はOSCARやNOVAとしてもしられる。合理的な全球測位を提供するために5機の基礎配置の衛星が必要とされた。システムの運用中、基礎配置1機と予備1機の組み合わせで少なくとも10機の衛星体制が保たれていた。これらで利用されているOSCARと呼ばれる衛星はアマチュア衛星のOSCARとは別物である。
トランシット衛星の軌道は地球全体を覆うように選ばれ、それらの軌道は極軌道に近かった。任意の時点ではおおむね1機のみが可視であり、修正は衛星が地平線上にあるときのみ行われた。赤道では、この修正の間の遅れは数時間であり、中緯度では遅れが1時間から2時間に減少した。トランシットはSLBM打ち上げのためのシステムの改良の役割も満たし、潜水艦は慣性航法装置を再設定するために定期的な修正を行った。しかし、トランシットは高速、即時性の位置計測能力に欠けていた。
後に改善され、おおよそ200メートル精度の単一パスを約50マイクロ秒の伝送時間で提供した。また、トランシット衛星は2次的な機能として暗号化されたメッセージを広域放送していた。

### 地上の位置の決定
トランシットの基本運用原則は送信機が地上にあり受信機が軌道上にあることを除いて非常用位置指示無線標識装置に利用されるシステムに類似している。信号は地上基地に直接送信され、その後トランシットと同様のプロセスを使った送信機で修正がおこなわれた。
トランシット衛星は2分毎に正確な時間の送信と衛星の6つの軌道要素と軌道摂動の変数の情報を2つのUHFキャリア信号で放送した。この軌道天体暦と時計修正は4つの海軍投入追跡基地のひとつからそれぞれの衛星に1日2度アップロードされた。
この放送情報は地上の受信機がいずれかの時点での衛星の位置を測定することを可能にした。2つのキャリアを利用することで電離層での反射による地上受信機のナビゲーションエラーを減らすことが可能となる。トランシットシステムは最初の全世界での時刻保持サービスも提供し、人々が世界のどこでも時計を50マイクロ秒の精度で同期させることを可能にしたトランシット衛星は150と400MHzで送信しており、これら二つの波長は電離層による衛星ラジオビーコンの屈曲を相殺することを可能とするために利用され、これにより位置精度が向上した。
受信機はドップラー効果による固有周波数曲線によって位置の計測が可能となっていた。ドップラー効果は宇宙機が接近してくる場合、電波の波長に見かけ上の圧縮を生み出し、離脱時には逆に波長が見かけ上伸びる。宇宙機は時速27360km程度の速さで巡航しており、受信される信号は10kHzから増減する。ドップラー曲線は衛星からの距離によってそれぞれの位置で固有である。地球の自転によって受信機は衛星から近づいたり遠ざけられたりしており、これによって近接時と離脱時に非対称のドップラーシフトが生まれ、これによって受信機は衛星軌道の南北を確認し東西を決定することが可能になる。
正確な受信機の位置を把握することはより難しく、ナビゲーションソフトウェアは衛星の運動をレシーバーの最初の「仮の」位置に基づいた、「仮の」ドップラー曲線の計算に利用した。ソフトウェアは次にドップラー曲線のそれぞれ2分間分を最小二乗法曲線にあわせ、衛星から受信される実際のドップラーと「仮の」ドップラー曲線がすべての2分間分の曲線で最も整合する位置に「仮の」位置から帰納的に動かした。  
もし、受信機が船や航空機などによって動いていれば、理想的なドップラー曲線との間にミスマッチを生じさせ、位置精度を低下させた。しかし、位置精度は低速巡航中の船舶であれば2分間のドップラー曲線1回の受信でもおおよそ100メートル以内の精度であった。
このナビゲーションの基準は通常UHFアンテナを2分間しか展開しないアメリカの潜水艦がトランシットの修正を利用可能なように米海軍が要求したものである。トランシットシステムの米国潜水艦版は衛星の軌道データからダウンロードされる暗号化された特別データを含んでいた。この拡張データはシステム精度を大幅に向上させることを可能にした。この拡張モードを利用すると誤差はロランCとGPSの間に当たる20m以下であり、当時は最も正確な測位システムであった。

### 衛星位置の把握

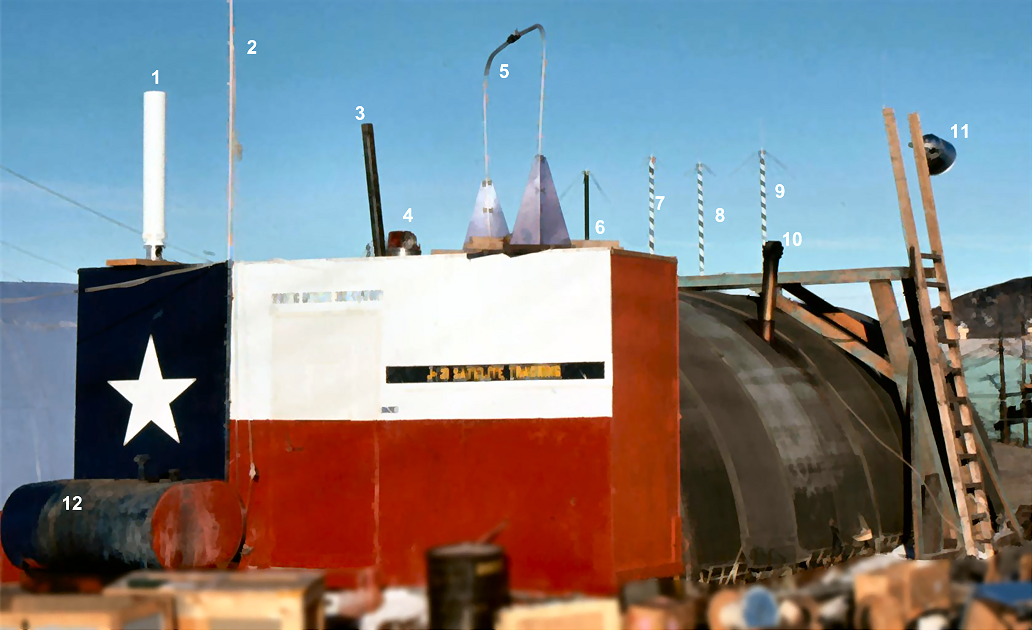
トランシット追跡地上局019、外部 1.衛星磁力計ダウンロードアンテナ 2. 旗竿 3.後方の電柱 4. 回転灯温度警告機 5.VLFアンテナ 6-9.ドップラー衛星追跡アンテナ 10.ストーブ用の煙突 11. 低視度時用投光照明 12. 燃料タンク

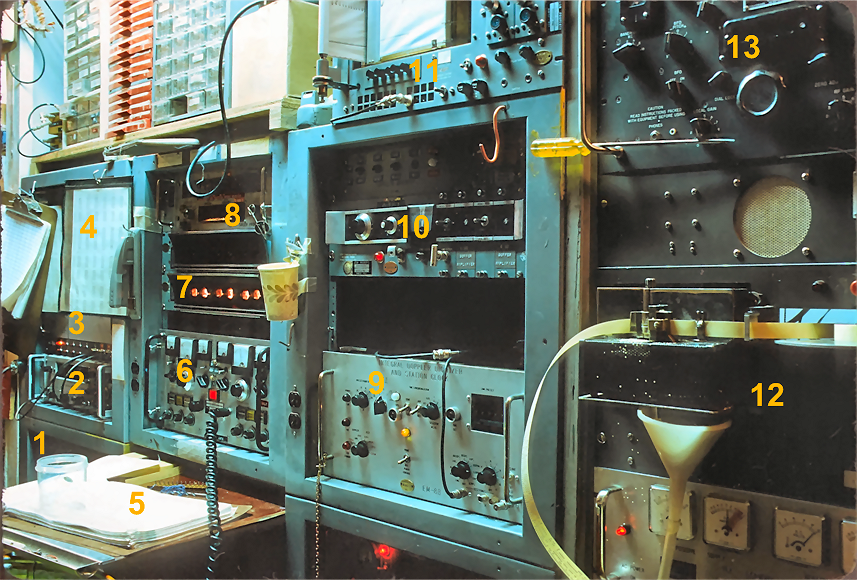
同基地内部 1.自動制御装置 2.タイマカウンタ 3.タイムバースト検出器 4. 時刻変更チャート 5. 衛星位置推算機 6. 追跡レシーバ 7. 表時計 8 ヘッダーテイラープログラマ, 9.デジタル主時計 10. 主発信機 11. 帯記録機 12. ペーパーテープパンチ 13. 短波受信機。VLF受信機、屈折補正装置、バックアップバッテリー、給電装置、AC電圧レギュレータなどは視界外にある

場所が正確に知られている地上局ネットワークはトランシット衛星の追跡を続けている。これらの地上局はドップラーシフトを測定し、標準テレプリンタ穴規格の5穴紙テープにデータが移される。このデータはメリーランド州ローレルの応用物理研究所の衛星コントロールセンターに送られ、商用および軍事用のテレプリンタネットワークに利用された。固定地上局のデータは、軌道上のトランシット衛星の軌道の位置情報を与える。ドップラーシフトを利用して地上局からの軌道上のトランシット衛星の位置を測定することは、地上の不明な位置を示すために既知の衛星の位置を利用することの単純な逆転であり、再びドップラーシフトが利用される。
典型的な地上基地は小型のかまぼこ型のクォンセット・ハットからなる。地上局の測定精度は地上局のマスタークロックの精度に依存する。マスタークロックはドリフトのため海軍の低周波VLF局につないだVLFレシーバを使って毎日チェックされた。
VLF信号の位相は送信機と受信機の間の進路の途中で翌日まで変化しない性質があり、このため発信機のドリフトを測定するために利用できた。
後にルビジウムやセシウムの原子時計が利用されるようになった。地上局は番号づけられており、たとえば019局は南極のマクマード基地だった。1970年代の大半で、地上局には大学院生や学部生が配置されており、概してテキサス大学オースティン校の電子工学科の生徒であった。基地局はニューメキシコ州立大学、テキサス大学オースティン校、シチリア、日本、セーシェル、グリーンランドカーナークのチューレなどの場所におかれていた。グリーンランドと南極局は地軸の極に近い位置にあるため、極軌道を取っているトランシット衛星をすべて観測した。

### ポータブルジオシーバー
ポータブルの地上受信機はジオシーバーと呼ばれ、実地測定を行うために使われた。この受信機、電源装置、パンチテープ装置、アンテナは幾つかのパッド入りアルミケースに収まり、航空機や船で余剰貨物として持ち運べた。しかし、GPSとは違い、即時ジオシーバーの正確な位置がわかったわけではない。
あるジオシーバーは恒久的に南極局と位置しておりUSGSによって運用されていた。それは動く氷床の上に位置しており、データは氷床の移動の計測に使われた。また、夏の間に、ロス氷棚などの動きを測るため、氷原の位置の測定に使われた。

### AN/UYK-1コンピューター
1958年には潜水艦のハッチを通るほど小型のコンピューターが存在しなかったため、AN/UYK-1と名づけられた新しいコンピューターが設計された。これはハッチを通るように丸みを帯びた角を持ち、5フィート程度の大きさで、防水のため密封されていた。設計技師主任はジーン・アムダールの兄弟で当時カリフォルニア大学ロサンゼルス校のメンバーであったローウェル・アムダールで、後にTRWとなるラモ・ウールドリッジによってラファイエット級原子力潜水艦のSSBM用に製造された。カノガパーク工場で組み込まれた15ビットの磁気コアメモリとパリティビットで8192個の単語を備えており、サイクルタイムはおよそ1ミリ秒であった。
AN/UYK-1は15ビット長の単語の「マイクロプログラム」機で、減算や乗除算のハードウェアコマンドなかったが、シフトを追加して1の補数を形成してキャリービットをテストできた。標準固定の浮動小数点の演算の実行命令はソフトウェアのサブルーチンであり、プログラムはリンクのリストとこれらのサブルーチンの演算子であった。 たとえば、「引き算」サブルーチンは減数の補数を構成し、それを加えていた。乗算には連続的なシフトと追加条件が必要であった。
最も興味深い機能はAN/UYK-1の命令セットは機械語命令は同時に演算レジスタを操作できる2つの演算子を持っていたことで、たとえば1つのレジスタが保存や読み込みを行う間に内容をもう一方が補完した。また、シングルサイクル間接アドレス機能を実装した最初のコンピューターだったとされる。
衛星が通過する間、GE受信機は軌道要素と暗号化されたメッセージを衛星から受信し、ドップラーシフト周波数を間隔で測定した結果とともにAN/UYK-1にデータを提供した。またコンピューターは船の慣性航行システム(SINS)から経度と緯度の示数を受信できた。この情報を使ってAN/UYK-1は最小二乗法アルゴリズムを運用し、位置表示をおおよそ15分で提供した。

## その他の衛星
トランシットシリーズの37の他の衛星がNASAからトランシットの名前を与えられている。
トランシット4Aは1961年6月29日に打ち上げられたトランシット4Aは放射性同位体熱電発電装置が利用された最初の衛星である。
トランシット4Bは1962年のアメリカ合衆国のスターフィッシュ・プライム高高度核爆発実験による核爆発で損傷を受けたことが知られている。
アメリカ空軍は軌道減衰の研究のため低い軌道に162MHzと324MHzの無線ビーコンを搭載した短命な衛星を定期的に打ち上げた。トランシット地上追跡局はこれらの衛星も追跡し、同じ原理を利用して軌道を突き止めた。衛星位置データは上層大気の変動や地球の重力場を含む軌道減衰の知識の修正に使われた。

## 註
1. ↑  William H. Guier, George C. Weiffenbach. “Genesis of Satellite Navigation” (PDF). 2012年12月9日閲覧。
2. ↑  “Navy Navigation Satellite System”.   APL. 2012年12月9日閲覧。
3. ↑  “Transit 1A - NSSDC ID: TRAN1”.   NASA NSSDC. 2012年12月9日閲覧。
4. ↑  “Transit 1B - NSSDC ID: 1960-003B”.   NASA NSSDC. 2012年12月9日閲覧。
5. ↑   AN/UYK-1 at Bitsavers
6. ↑  NSSDC Master Catalog  Retrieved 2009-12-31
7. ↑  David, Leonard (2011年7月29日). “50 Years of Nuclear-Powered Spacecraft: It All Started with Satellite Transit 4A”. Space.com’s Space Insider Column. 2012年12月9日閲覧。
8. ↑  “Transit 4B - NSSDC ID: 1961-031A”.   NASA NSSDC. 2012年12月9日閲覧。